# La rosa de Guadalupe
La rosa de Guadalupe est une série télévisée mexicaine diffusée depuis le 5 février 2008 sur Las Estrellas,.

## Synopsis
Il existe deux types de débuts pour les épisodes : un début normal, qui commence par un début heureux, ou la scène principale où quelque chose d'horrible est arrivé au personnage principal. Si ce dernier choix devait se produire, le générique décrivant qui a monté, joué et dirigé l'épisode est diffusé au cours de la deuxième scène.
Certaines de ces personnes, dévouées à la Vierge de Guadalupe, lui demandent de protéger cette personne. Dans le même temps, une rose blanche apparaît devant un autel ou une statue de la Vierge appartenant à la personne qui a prié ou qui a des problèmes et qui reste présente pendant le développement de l'histoire, généralement lorsque le problème est aggravé. L'apparition de la rose signifie que la requête a été entendue par la Vierge.
Au point culminant de l'histoire, qui correspond au moment où le personnage principal se trouve dans une situation grave, la personne la plus proche "interrogée" intercède pour lui et tente de l'aider. Lorsque le problème est résolu, le personnage principal est "caressé" par un vent qui représente l'acte de la Vierge de Guadalupe. À la fin de l'épisode, la rose blanche disparaît lorsqu'un personnage raconte le message de l'épisode.

## Diffusion

### Mexique
- Las Estrellas (depuis 2008)
- TLNovelas (rediffusions)
- Televisa Regional

### Internationale
- Univision / Galavisión
- eltrece / elnueve
- SBT
- América Televisión / ATV / América Next
- Gama TV / Televicentro
- Mega / La Red
- Telemicro
- ATB / PAT / Uno / Bolivisión
- Venevisión
- Telemetro
- Televicentro
- Telecorporación Salvadoreña (Canal 6 et Canal 4)
- Repretel
- Televisiete / Guatevisión / Canal 3
- Telefuturo / La Tele / SNT
- Monte Carlo TV / Teledoce
- WAPA-TV / Univision Porto-Rico
- Telenovela Channel (avec le titre The Rose of Guadalupe, doublé en anglais)
- TLC Pologne
- Canal Sur Televisión

### Sources
- (es) Cet article est partiellement ou en totalité issu de l’article de Wikipédia en espagnol intitulé « La rosa de Guadalupe » (voir la liste des auteurs).